# Браунінг (Іллінойс)
Браунінг (англ. Browning) — селище (англ. village) в США, в окрузі Скайлер штату Іллінойс. Населення — 117 осіб (2020).

## Географія
Браунінг розташований за координатами 40°7′37″ пн. ш. 90°22′23″ зх. д. / 40.12694° пн. ш. 90.37306° зх. д. (40.127050, -90.373003).  За даними Бюро перепису населення США в 2010 році селище мало площу 0,80 км², уся площа — суходіл.

## Демографія
Згідно з переписом 2010 року, у селищі мешкало 137 осіб у 57 домогосподарствах у складі 42 родин. Густота населення становила 171 особа/км².  Було 68 помешкань (85/км²).
Расовий склад населення:
| - 100,0 % — білих |

До двох чи більше рас належало 0,0 %. Частка іспаномовних становила 3,6 % від усіх жителів.
За віковим діапазоном населення розподілялося таким чином: 24,8 % — особи молодші 18 років, 56,2 % — особи у віці 18—64 років, 19,0 % — особи у віці 65 років та старші. Медіана віку мешканця становила 46,8 року. На 100 осіб жіночої статі у селищі припадало 104,5 чоловіків;  на 100 жінок у віці від 18 років та старших — 94,3 чоловіків також старших 18 років.
Середній дохід на одне домашнє господарство  становив 82 258 доларів США (медіана — 50 000), а середній дохід на одну сім'ю — 105 397 доларів (медіана — 38 750). За межею бідності перебувало 20,6 % осіб, у тому числі 21,7 % дітей у віці до 18 років та 48,1 % осіб у віці 65 років та старших.
Цивільне працевлаштоване населення становило 44 особи. Основні галузі зайнятості: публічна адміністрація — 22,7 %, роздрібна торгівля — 20,5 %, освіта, охорона здоров'я та соціальна допомога — 20,5 %.